# Cratere Ul'yana
Ul'yana  è un cratere sulla superficie di Venere.